# Chiesa di San Michele Arcangelo (San Vittorino)
La chiesa di San Michele Arcangelo è un edificio religioso dell'Aquila, situato nella frazione di San Vittorino.

## Storia
L'edificio, situato a poca distanza dall'antica città romana di Amiternum, vanta una lunga storia legata al culto di san Vittorino, martire sotto Nerva e sepolto in questo luogo nel V secolo. Furono proprio gli abitanti di Amiternum ad edificare in suo onore un santuario la cui presenza, sotto il nome di ecclesia sancti Victorini, è attestata già dall'anno 763 in un documento dell'abbazia di Farfa. Tracce della chiesa di origine altomedievale sono visibili nei resti rinvenuti sotto l'abside e nella zona della cosiddetta chiesa vecchia, posta a nord dell'attuale, databili tra l'VIII e il IX secolo, periodo in cui fu dedicata all'arcangelo Michele.
Nel XII secolo il monumento fu ricostruito in stile romanico e nuovamente consacrato al martire san Vittorino il 24 luglio 1170, come si legge nell'iscrizione posta nella parete destra della navata. Un nuovo restauro, con ripartizione dei vari ambienti, avvenne nel 1528. La chiesa è rimasta gravemente danneggiata dal terremoto del 2009, in cui ha fatto registrare numerose lesioni sulle murature con rischio di collasso per quanto riguarda gli ambienti sotterranei. Le operazioni di restauro del monumento hanno avuto un costo totale di circa 1.800.000 euro per un tempo di lavoro di oltre 2 anni; l'edificio è stato riaperto al pubblico alla fine del 2011.

## Descrizione
La chiesa è situata a ridosso dell'abitato di San Vittorino, in posizione panoramica sulla vallata sottostante e a poca distanza dall'area archeologica di Amiternum comprendente i resti di un anfiteatro e di un teatro romano. L'esterno, privo di facciata, è il risultato delle manomissioni successive al XII secolo, periodo cui corrisponde solamente la zona dell'abside e del transetto di sinistra.

### La chiesa romanica

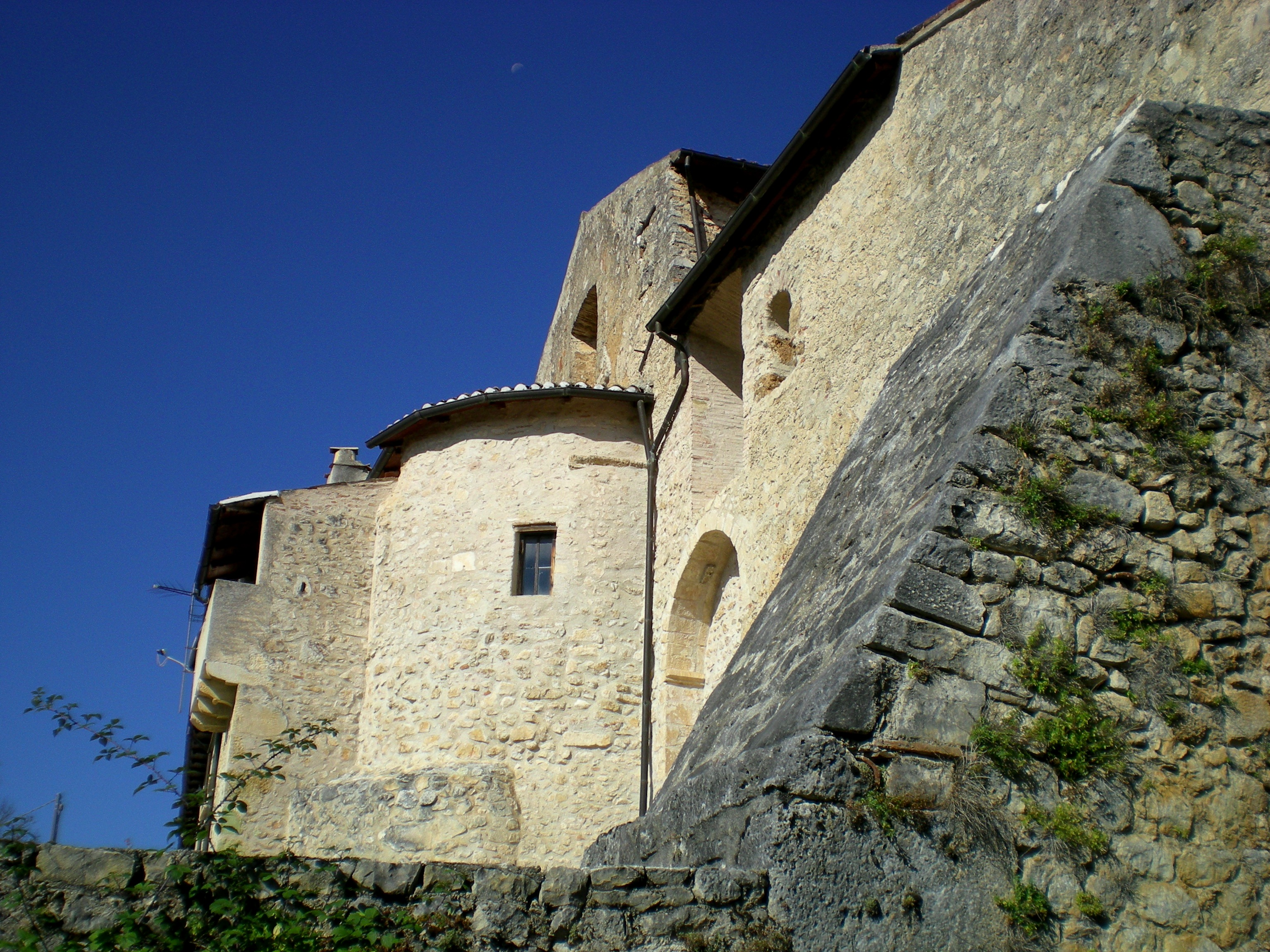
Vista della zona absidale dall'esterno: questa parte dell'edificio è riconducibile al XII secolo.

L'interno è a croce latina ad una navata. L'entrata avviene lateralmente, da est; di fronte al portale di ingresso, sulla parete destra della navata, è presente un'iscrizione che ricorda come la chiesa fu officiata nel 1170 da Dodone, vescovo di Rieti, con i vescovi Anselmo degli Atti di Foligno e Berardo di Forcona.
L'abside conserva tracce di affreschi del XIII secolo raffiguranti il Cristo benedicente con i 3 angeli ed i santi Giovanni, Battista e Pietro e una Crocifissione con Cristo fra la Madonna e san Giovanni Evangelista. Ai lati dell'altare maggiore sono due scalette divergenti che conducono nella cripta che presenti alcuni ambulacri articolati su uno stretto corridoio centrale; al centro, in corrispondenza dell'altare del piano d'ingresso, è presente una volta decorata raffigurante il martirio di san Vittorino. Al lato dell'ingresso, frontale all'altare maggiore, è una parete diaframma che separa dall'edificio preesistente, detto chiesa vecchia: su di essa si trovano i resti di due bassorilievi del XII secolo, forse parte di un ambone, con il martirio di san Vittorino di Pietro Amabile.

### La chiesa vecchia
La chiesa vecchia è la parte dell'edificio che si fa risalire all'VIII secolo: essa presenta marmi e frammenti scultorei di epoca romana e medievale ed è illuminata da una piccola bifora posta sulla parete di fondo. A lato, una scalinata conduce ai sotterranei che ospitano le catacombe.

#### Catacombe di San Vittorino
Le catacombe di San Vittorino sono il monumento più antico dell'attuale basilica, dichiarato monumento nazionale nel 1902.
Il cimitero sotterraneo si sviluppò nel V secolo intorno alla tomba del santo ed è oggi situato in parte sotto la chiesa di San Michele Arcangelo ed in parte fuori dal suo perimetro, ad ovest della navata. Il complesso è costituito da un'ampia galleria che si articola perpendicolarmente all'asse della chiesa e su cui si aprono tre vani collegati ad altre tre grotte.
L'ingresso dalla chiesa vecchia conduce ad un primo ambiente rettangolare a volta a botte, rivestito con le tecniche dellʾopera reticolata o dellʾopera incerta, che ospita il presunto sepolcro di san Vittorino ricomposto con i restauri del 1940. Il monumento, datato al V secolo, è composto da lastre di marmo decorate scandite da quattro pilastri con sorretta un tabula che attribuisce il merito della realizzazione del sepolcro al vescovo Quodvultdeus:
IVBENTE DEO CRISTO NOSTRO SANCTO MARTYRI VICTORINO QVODVVL(t)DEVS EPIS(copus) DE SVO FECIT
Dal vano è raggiungibile una grotta che presenta alcuni esempi di tomba a forno. Muovendosi verso ovest si raggiunge invece un vano, forse di realizzazione medievale, cui si affaccia un secondo vano con altare datato ai secoli XVI e XVII ed una seconda piccola grotta. Continuando verso ovest si arriva alla grande galleria fiancheggiata da 12 nicchiette irregolari e un vano di forma quadrangolare. All'estremità meridionale della galleria si apre un corridoio con decorazioni dei secoli XIV e XV con il quale si accede ad un ambiente realizzato nel Cinquecento che riconduce in superficie.